# جبهه جوان

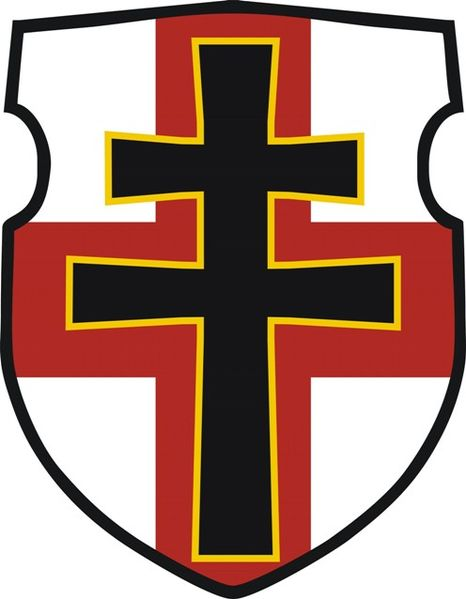
نمادی برای مبارزه

جبهه جوان (به بلاروسی: Малады Фронт، malady front) یک جنبش جوانان بلاروسی است که در جمهوری چک ثبت شده‌است. این جنبش بزرگترین جنبش سازمان جوانان بلاروس است که ارزشهای دموکراتیک دفاع می‌کند.

## اعضاء
- زمیسیر داسکویچ - رئیس
- ایوان شیشا - نایب رئیس
- نستا داشکیویچ - نایب رئیس
- والری مکیویچ - دبیر بین‌الملل